# 홍승원
홍승원(洪承嫄, 1897년 2월 7일 ~ 1952년 3월 30일)은 일제강점기의 교육인 겸 사회운동가로, 본관은 풍산, 본적은 경성부 사직정이며 남편은 조선귀족 이해창 후작의 차남인 이흥주(李興柱)이다.

## 생애
조선총독부 중추원 부찬의를 역임한 홍우석의 딸이며 후작 이해창의 둘째 며느리이다. 1916년 3월 31일 강원도 평강고등보통학교 훈도로 임명되었으며 1936년 가정부인회 회장과 가정부인협회 회장(1936년 1월 8일 임명)을 역임했다. 1936년 12월 21일 조선총독부 사회교육과 주최로 열린 사회교화진흥간담회에 참석했다.
1937년 1월 29일 조선부인문제연구회 발기인 겸 이사를 역임했으며 1937년 8월 18일 애국금차회 발기인 겸 간사를 역임했다. 1938년 9월 6일 조선부인문제연구회 주최로 열린 총후국민생활양식 강연회 강사로 활동했고 1938년 10월 22일부터 10월 24일까지 국민정신총동원조선연맹 주최로 열린 비상 시국 국민 생활 개선 위원회 부인부 지도위원을 역임했다.
1938년 11월 3일부터 11월 11일까지 국민정신총동원조선연맹 주최로 열린 시국 재인식 순회 강연에서 충청남도 지역 강사로 활동했고 1939년 5월 30일 조선교화단체연합회와 조선부인문제연구회 주최로 열린 좌담회에 참석했다. 1939년 8월부터 1939년 9월까지 국민정신총동원조선연맹 주최로 열린 전조선 순회 강연회 여자부 강사로 활동했으며 1940년 9월 7일 대일본국방부인회 경성부 대표로 만주를 시찰했다.
1941년 8월 26일 국방부인회 경성지부 대표로 일본군 경성사단 사령부에 4,800원을 헌금할 때 개인 자격으로 100원을 헌금했으며 1941년 9월 국방부인회 경성지부장을 역임했다. 1941년 9월 20일 조선교화단체연합회 순회 강연에 참석했으며 1941년 10월 조선임전보국단 발기인과 부인대(조선임전보국단 산하 조직) 지도위원을 역임했다. 1941년 11월 조선교화단체연합회 주최로 열린 시국 대책 순회 강연회에서 함경남도 지역 강사로 활동했다. 1942년 5월 15일 매일신보사 주최로 열린 좌담회 〈징병제 실시를 앞두고 가정 생활의 대전환〉에서 조선 여성들에게 '강한 제국의 군인'을 만들기 위한 어머니의 역할을 강조했으며 1942년 5월 23일 조광 주최로 열린 좌담회 〈징병령과 반도 어머니의 결의〉에서 징병 제도를 찬양하고 조선 여성들에게 '군국의 어머니'가 될 것을 주장했다.
《매일신보》와 《삼천리》, 《신시대》 등 각종 매체에 〈칠첩반상 차려놔도 수저 눈에는 한두 접시〉(1939년 1월 4일 조선일보), 〈규모 있는 살림살이는 부엌 청결에 달렸다〉(1939년 8월 3일 조선일보), 〈국민개로강조주간(國民皆勞强調週間) - 방공호 파는 데도 개로정신을 발휘하자〉(1941년 9월 24일 매일신보), 〈목숨을 아껴 말라 - 세상에 나서 값 있는 죽음을〉(1943년 11월 17일 매일신보), 〈시국은 정말 중대하다〉(1944년 2월 25일 매일신보) 등의 글을 기고하면서 징병 제도와 지원병 제도, 학병 제도를 찬양하고 일본의 침략 전쟁에 협력할 것을 촉구하는 글들을 기고했으며 특히 1943년 2월 27일 매일신보사 주최로 열린 〈개병(皆兵)의 노래 모집〉 행사에 대해 "황군이 행군하며 환호 소리를 듣는 듯하다"고 평가했다. 1943년 10월 12일 대일본부인회 조선본부 이사로 임명되었으며 1944년 2월 25일 대일본부인회 이사로 임명되었다.
민족문제연구소의 친일인명사전 수록자 명단의 교육/학술 부문과 친일단체 부문, 친일반민족행위진상규명위원회가 발표한 친일반민족행위 705인 명단에 포함되었다.

## 참고자료
- 친일반민족행위진상규명위원회 (2009). 〈홍승원〉. 《친일반민족행위진상규명 보고서 Ⅳ-19》. 서울. 580~616쪽.